# Phlegra jacksoni
Phlegra jacksoni là một loài nhện trong họ Salticidae.
Loài này thuộc chi Phlegra. Phlegra jacksoni được Jerzy Prószyński miêu tả năm 1998.